# Ca l'Iglésies (Arbúcies)
Ca l'Iglésies és una masia d'Arbúcies (Selva) inclosa a l'Inventari del Patrimoni Arquitectònic de Catalunya.

## Descripció
Ca l'Iglésies és un edifici de planta rectangular, amb planta baixa, i dos pisos. Aprofitant el pendent del vessant es construeix un cos afegit com a solana, amb finestrals i baranes de fusta. A la façana principal, les obertures són rectes amb marc de rajol, i algunes amb gelosia. Hi ha dues portes d'accés, una és d'arc de mig punt en pedra, i l'altra, més a l'esquerra i tapada per la vegetació d'una parra, és d'arc rebaixat, també amb pedra. A la part dreta hi ha un cos afegit que correspon a la masoveria, és només de planta baixa i pis i presenta finestres amb rajol i d'altres emmarcades amb pedra monolítica.
El parament d'aquests dos edificis és de pedra vista però en el seus orígens es trobava arrebossat i pintat. Fa només quatre anys que es va repicar tota la façana.
Al davant de la façana principal hi ha l'era i varis edificis pel bestiar i la pallissa, que actualment s'han reformat per tal d'aguantar les estructures però que mantenen molts dels elements originals. A les corts, trobem una llinda de pedra amb la inscripció de 1793, i els interiors no han modificat. La pallisa manté les grans obertures i columnes de rajol així com els cairats i bigues de fusta. Algunes parts però s'han reforçat amb bigues de ferro deixant veure l'antic material a sota. El prament d'aquests annexes és arrebossat sense pintar.

## Història
Apareix per primera vegada al 1284. Més endavant ens apareix en els fogatges de la Batllia de n'Orri de 1497 i 1515.
En la presa de possessió del vescomtat de Cabrera de l'any 1527 per l'almirall Federique Henríquez, ens apareix Andreu Església de Joanet.
L'any 1557 trobem dos contractes sobre ruscs o abellers en la parròquia de Joanet: Salvi Iglésies ha empenyorat a carta de gràcia 20 abellers a Antoni Masó, tots dos de dita parròquia de Joanet, pel preu de sis lliures. I Andreu Iglésies vengué a Miquel Masó 17 abellers amb el rusc sense abelles que posseïa al so del Serrat dels Forns, en la dita parròquia de Joanet, pel preu de 7 lliures i 2 sous.
En el padró de 1883 apareix habitada per dues famílies, la dels amos amb 9 membres i la dels masovers amb 4. L'any 1940 hi consta una família de 15 membres.